# Alfa Romeo 2000 Sportiva

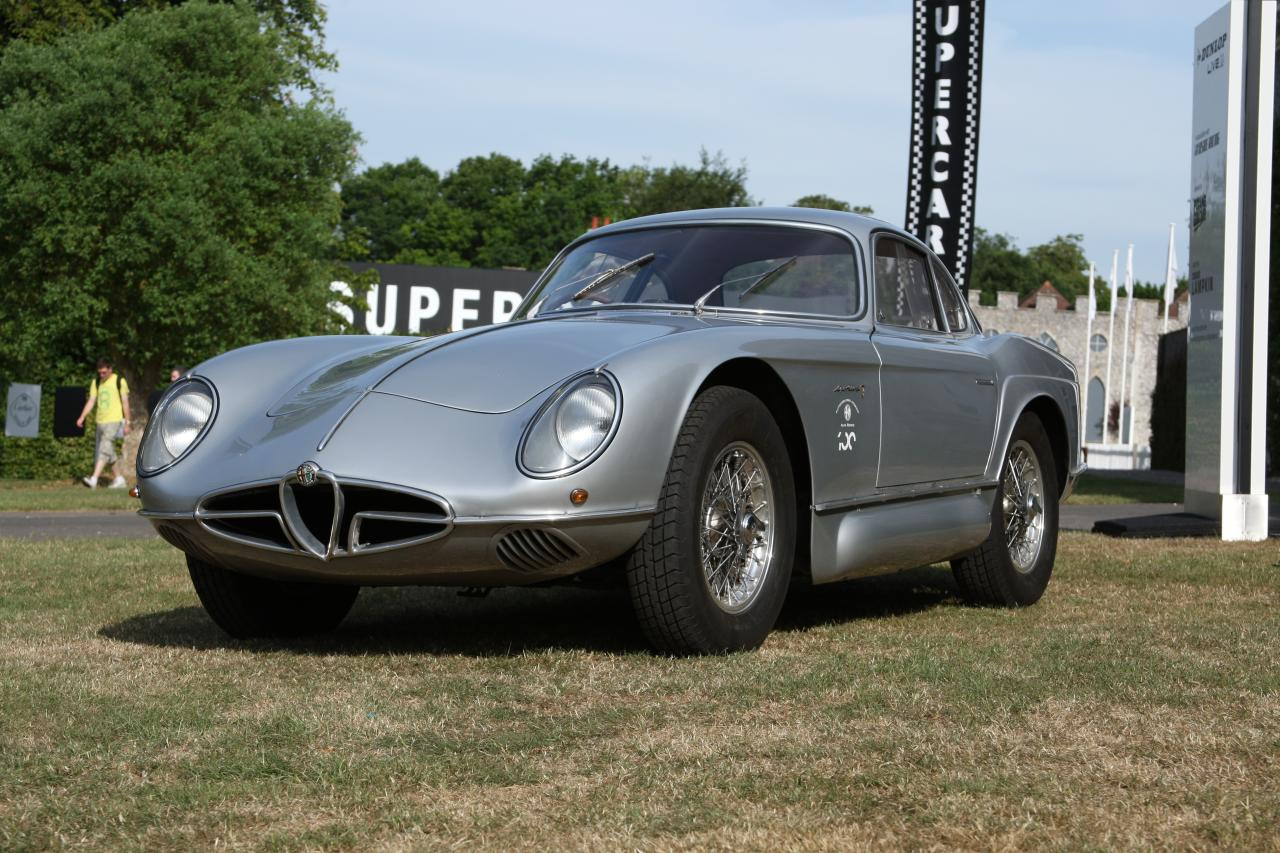
Alfa Romeo 2000 Sportiva

De Alfa Romeo 2000 Sportiva is een van de eerste conceptauto's van het Italiaanse autohuis Alfa Romeo. De conceptauto dateert uit ongeveer 1952. De auto is ontworpen door Franco Scaglione die in dienst was van Bertone.
Na de Alfa Romeo Disco Volante moest er een supersportwagen komen die ook geschikt was voor de openbare weg. Scaglione kreeg de opdracht een lichtgewicht sportwagen te ontwerpen die op het korte "sportiva"-chassis moest passen. Scaglione creëerde lage luchtinlaten. Hij had een Spider en een Coupé in gedachte.
Uiteindelijk zijn er vier 2000 Sportiva's gebouwd, twee Spiders, en twee Coupés. De weinige testritten die zijn gemaakt, toonden destijds aan dat de 2000 Sportiva alleen zou worden voorbijgestreefd door de Mercedes Benz 300 SL en de Ferrari 340. De wagen haalde een top van 220 km/h. Scaglione gaf later te kennen dat de 2000 Sportiva Coupé zijn favoriete auto was.